# گاراو خانا
گاراو خانا (انگلیسی: Gaurav Khanna؛ زادهٔ ۱۱ دسامبر ۱۹۸۱) یک هنرپیشه اهل هند است.
معرفی مختصر گاراو خانا
متولّد 11 دسامبر 1981 در کانپور، ایالت اوتار پرادش هند است و مدرک مدیریت MBA دارد. قبل از بازیگری، در زمینه بازاریابی در یک شرکت IT کار می‌کرد.
نخستین نقش تلویزیونی‌اش در سریال Bhabhi در سال 2006 بود و حضورش در چندین مجموعه معروف مانند CID (در نقش بازرس کاوین)، Anupamaa، Jeevan Saathi و Prem Ya Paheli، او را به شهرت رساند.
نقش برجسته در «Anupamaa»
در سریال موفق Anupamaa، نقش آقای Anuj Kapadia را ایفا کرد که بسیار محبوب شد.
برای این نقش، چند جایزه معتبر مانند Indian Telly Award – Best Onscreen Couple و جوایز Indian Television Academy را دریافت کرده است (FilmiBeat, IMDb).
بعدها در سال 2024 رسماً از این سریال خارج شد، اما خودش گفته بود خروجش فقط یک «کاما» بوده و نه پایان کامل
برنده‌ی Celebrity MasterChef
در سال 2025، او در فصل اول Celebrity MasterChef India شرکت کرده و با موفقیت به عنوان برنده شناخته شد.
جایزه: ۲۰ لاخ روپیه نقدی و یک پیش‌بند آشپزی طلایی